# هاري في. روبرتس
هاري في. روبرتس (بالإنجليزية: Harry V. Roberts)‏ هو إحصائي أمريكي، ولد في 1923، وتوفي في 2004.